# المستشفى الرئيسي الجامعي
المستشفى الرئيسي الجامعي أو  المستشفى الأميري أو المستشفى الميري هو مستشفى تعليمي مصري، وأحد مستشفيات جامعة الإسكندرية، يتبع كلية الطب (جامعة الإسكندرية)، يقع في محطة الرمل وسط مدينة الإسكندرية، يعد أكبر مستشفى بالإسكندرية، إذ بلغت القدرة الاستيعابية للمستشفى سنة 2015 حوالي 1260 سرير، 239 سرير بوحدة عناية مركزة، و49 غرفة عمليات، ويستقبل المستشفى أكثر من 75 ألف حالة سنوياً، ويقدم المستشفى خدماته بشكل رئيسي لسكان محافظات الإسكندرية، كفر الشيخ، البحيرة، ومطروح، يضم المستشفى تسعة تخصصات طبية رئيسية يندرج تحتها العديد من التخصصات الطبية الفرعية، بالإضافة إلى أربعة معامل متخصصة، ويضم كذلك العديد من العيادات الخارجية، وقسم خاص للطوارئ.

## المستشفيات
- المستشفى الجامعي الجديد

بلغت قدرته الاستيعابية 185 سرير، واستقبل 5210 مريض، وأُجري به 3823 عملية جراحية.

## الأقسام والتخصصات
يضم المستشفى تسعة تخصصات طبية رئيسية هي:
- قسم الأمراض الباطنية العامة ويضم طب المسنين، أمراض وزراعة الكلى، الجهاز الهضمي، الغدد الصماء، أمراض الكبد، وحدة السكر والميتابوليزم، وحدة الروماتولوجيا، وأمراض الدم.
- قسم الأمراض الباطنية التخصصية ويضم أمراض القلب، الأمراض الصدرية، وطب المناطق الحارة.
- قسم الجراحة العامة ويضم جراحة الشرج والقولون، الكبد والمرارة، الأورام، الأوعية الدومية وجراحة الجهاز الهضمي.
- قسم الجراحات التخصصية ويضم جراحة القلب والصدر، العيون، المخ والأعصاب، المسالك البولية، الأنف والأذن والحنجرة، والوجه والفكين.
- قسم الأورام.
- قسم التخدير والعناية المركزة الجراحية.
- قسم الطب الحرج والرعاية المركزة.
- وحدة السموم الإكلينيكية.
- قسم طب الطوارئ.

بالإضافة إلى أربعة معامل متخصصة هي معمل الباثولوجيا الإكلينيكية، معمل الأحياء الدقيقة، معمل الباثولوجيا، وقسم الأشعة التشخيصية والتداخلية.

## انظر أيضَا
- مستشفى سموحة الجامعي.
- مستشفى برج العرب الجامعي.